# Федеральный университет Гояса
Федеральный университет штата Гояс (порт. Universidade Federal de Goiás, UFG) — бразильское государственное высшее учебное заведение, расположенное в штате Гояс; является одним из основных учебных заведений в центрально-западном регионе. Университет был основан 14 декабря 1960 года в городе Гояния по указу президента Жуселину Кубичека; по данным на 2015 год, в нём было более 150 курсов бакалавриата, около 60 курсов магистратуры и более 30 направлений аспирантуры; в состав университета входили 10 библиотек, а также — музеи, лаборатории и собственное издательство.